# 胎内昆虫の家
胎内昆虫の家（たいないこんちゅうのいえ）は、新潟県胎内市にある昆虫を専門とした博物館。
黒川村（現：胎内市）に住んでいた昆虫学者の馬場金太郎が採集・研究した資料を元に1987年（昭和62年）に開館した。国内外の昆虫標本を常時2500から3000種、約1万点展示し、生きている昆虫も10から50種ほど展示されている。チョウ園では「エサやり体験」もできる。毎年夏になると特別展を実施、冬期（12月1日 - 3月19日）は休館となる。
1987年（昭和62年）の開館時は黒川村が管理していたが、中条町と黒川村の合併により胎内市が発足したことから2005年（平成17年）9月1日より胎内市教育委員会の管理となった。初代館長は大橋賢由、2代目館長は遠藤正浩である。

## 利用案内
- 所在地：〒959-2822 新潟県胎内市夏井1204-1[9]
- 営業時間：9:00 - 17:00（入館は16:30まで）[9]
- 休館日：月曜日（月曜日が祝日の場合はその翌日、7月25日から8月31日は無休）、冬期（12月1日 - 3月19日）[9]
- 入館料：一般410円、小中学生260円。団体（20名以上）の場合は一般310円、小中学生210円[9]
- 駐車場：普通車50台[10]

## 周辺
周辺一帯は黒川村主導で胎内リゾートとして開発されており、国設胎内スキー場やロイヤル胎内パークホテル、胎内自然天文館、クレーストーン博士の館、胎内高原ビール園をはじめとした様々な施設がある。

## 交通アクセス
- JR羽越本線 中条駅から車で20分。（胎内市無料観光バス「くるっと胎内」、および予約制デマンド交通「のれんす号」あり）
- 日本海東北自動車道 中条ICより車で25分[10]